# Famille de Beaumanoir
 (juillet 2024).
Pour les articles homonymes, voir Beaumanoir.
La famille de Beaumanoir est une famille éteinte de la noblesse française, originaire de Bretagne. Elle était classée dans la noblesse d'extraction chevaleresque et tirait son nom d'un château édifié en 1212 en la paroisse d'Evran.
Cette famille bretonne a pris possession de la baronnie de Lavardin au milieu du XVe siècle et des châtellenies de Tucé (actuelle commune de Lavardin (Sarthe)) Villiers et Bouër et de la baronnie de Milesse (La Milesse) en 1529.
La famille de Beaumanoir reçut un titre de marquis de Lavardin en 1601 et s'éteignit en 1711.

## Les Branches

### Branche aînée
- Hervé de Beaumanoir († après le 27 juillet 1214), chevalier banneret (avant 1211), seigneur de Beaumanoir, en 1202, il compte parmi les principaux seigneurs de Bretagne[1] assemblés à Vannes afin de venger l'assassinat du duc Arthur Ier, et en 1214, parmi les 38 chevaliers bannerets bretons présents à la Bataille de Bouvines,
enfant :
Geoffroy, seigneur de Beaumanoir,
- Geoffroy de Beaumanoir († après 1225), seigneur de Beaumanoir, il est présent aux États de Bretagne de 1202, et aux côtés de Pierre Mauclerc à la création de Saint-Aubin-du-Cormier en 1225,
enfants :
Robert Ier, seigneur de Beaumanoir,
une fille,
mariée à un sieur de Clisson,
- Robert Ier de Beaumanoir, seigneur de Beaumanoir,
marié à Jeanne de Clisson († vers 1269), dont
Jean Ier, seigneur de Beaumanoir,
- Jean Ier de Beaumanoir († après 1294), seigneur de Beaumanoir,
enfants :
Jean II, seigneur de Beaumanoir,

Jeanne, épouse de Geoffroy III de Tournemine
- Jean II de Beaumanoir († après 1294), seigneur de Beaumanoir,
marié en 1294 à Jeanne, dame héritière de Merdrignac et de La Hardouinaye, dont :
Jean III, seigneur de Beaumanoir,
Robert († après 1347), chevalier en 1342, maréchal de Bretagne pour Charles de Blois, il fait prisonnier en 1347 à la Bataille de La Roche-Derrien,
marié à une dame de Rochefort, sans postérité,
- Jean III de Beaumanoir (né vers 1285), seigneur de Beaumanoir, de Merdrignac et de La Hardouinaye,
marié en 1315 à Marie de Dinan-Montafilant, dite du Guildo, dame du Guildo, dont :
Jean IV, maréchal de Bretagne,
Raoul, auteur de la branche du Bois-de-la-Motte,
Robert, auteur de la branche du Besso,
Marie,
mariée à Briand II de Châteaubriant-Beaufort, seigneur de Beaufort,
- Jean IV de Beaumanoir († avant le 23 novembre 1366), seigneur de Beaumanoir, de Merdrignac et de La Hardouinaye, maréchal de Bretagne au service de Charles de Blois, chef des Bretons au Combat des Trente,
marié à Thiéphaine de Chemillé, dont :
Jean V, chambellan du roi de France,
Robert II, seigneur de Beaumanoir,
marié en 1356 à Marguerite († décembre 1406), fille d'Alain VII, vicomte de Rohan, et remariée en 1388 au Connétable de Clisson, dont :
Jeanne († 1399), dame héritière (de ses deux demi-frères) de Beaumanoir, de Merdrignac et de La Hardouinaye,
mariée à Charles de Dinan († 1418), seigneur de Montafilan et de Châteaubriant
Marguerite († 1389), dame de Derval,
mariée à Guillaume ou Galhot ou Gallehaut II, seigneur de Rougé et de Derval,
Isabeau († après le 14 décembre 1406),
mariée en 1382 à Jean Ier de Tournemine († 1416), seigneur de La Hunaudaye et de La Guerche, chambellan du duc de Bretagne,
- Jean V de Beaumanoir († Assassiné le 14 février 1385, sur ordre de Pierre de Tournemine, seigneur de La Hunaudaye), chevalier banneret, seigneur de Beaumanoir, de Merdrignac et de La Hardouinaye, chambellan du roi de France,
marié avant 1366 à Tiphaine du Guesclin († avant le 12 février 1417), dame héritière du Plessis-Bertrand (dont elle ceda la propriété à Brient de Châteaubriant, son cousin issu de germain, petit-fils de Thiphaine du Guesclin, sa tante en s'en reservant l'usufruit), de Plancoët et de Montbrau, dame de Linières, de La Doucette et de Crespon (qui lui furent cédées par Guillaume, sire de Montauban), sans postérité,
- Robert II de Beaumanoir († 16 juillet 1407), seigneur de Beaumanoir, de Merdrignac et de La Hardouinaye, maréchal de Bretagne[2], mort sans alliance, ni postérité,

### Branchedu Bois-de-la-Motte
- Raoul de Beaumanoir du Bois-de-la-Motte, seigneur du Bois-de-la-Motte, fils de Jean III de Beaumanoir. 
enfant :
Jean Ier, chambellan du duc de Bretagne,
- Jean Ier de Beaumanoir du Bois-de-la-Motte, seigneur du Bois-de-la-Motte, chambellan du duc de Bretagne,
marié à Aliénor de Kergorlay, fille de Jean III, seigneur de Kergorlay, dont :
Jean II,
puis, marié à une dame du Perrier,
- Jean II de Beaumanoir du Bois-de-la-Motte († après le 16 juillet 1407), seigneur du Bois-de-la-Motte, gouverneur de Dinan, il devient chef de nom et d'armes[3] de la Maison par la mort de son cousin Robert, maréchal de Bretagne[2],
marié à Isabeau, dame de Tréméreuc, dont :
Jean III, vicomte de Plédran,
- Jean III de Beaumanoir du Bois-de-la-Motte († après 1433), chevalier banneret, seigneur du Bois-de-la-Motte, puis banneret en 1433, et de Tréméreuc, vicomte de Plédran, chambellan du duc Jean V,
marié en 1401 à Matheline Gouyon, dont :
Jean IV, seigneur du Bois-de-la-Motte,
Guillaume,
marié à Isabeau de Malestroit (de la branche de Pontcallec) († après le 21 avril 1456), sans postérité,
Robert[4],
Roland, vicomte de Plédran,
Jeanne,
mariée à Jean de Kerimel († 31 janvier 1484), chevalier, seigneur de Coëtinizan, chambellan du duc de Bretagne,
Aliénor,
mariée à Pierre Blanchard de Beaumont,
- Jean IV de Beaumanoir du Bois-de-la-Motte († 1444), seigneur du Bois-de-la-Motte,
marié à Guyonne de Sévigné, sans postérité,
- Roland de Beaumanoir du Bois-de-la-Motte († 1474), seigneur du Bois-de-la-Motte et de Tréméreuc, vicomte de Plédran,
marié avec Jeanne de Penhoët, dont :
Julienne, dame de la Motte,
mariée à François de Coëtquen, seigneur de Maupiron, dont :
marié à Marie de Coëtquen, dont :
Jacques, seigneur du Bois-de-la-Motte,
enfant :
Isabeau
mariée à Jean du Chastellier, vicomte de Pommerit
mariée à Amaury Goyon, seigneur de La Moussaye,
- Jacques de Beaumanoir du Bois-de-la-Motte († 1540), seigneur du Bois-de-la-Motte et de Tréméreuc,
marié à Marguerite, fille de Guillaume de Montauban, seigneur du Bois-de-La-Roche, chancelier de Bretagne, dont :
François († avant 1540), seigneur du Bois-de-la-Motte et de Tréméreuc, vicomte du Bois-de-La-Roche et de Plédran,

### Branche du Besso
- Robert, seigneur du Reste, auteur de la branche du Besso,
marié en 1390 à Étienne, dame du Besso, dont :
Jean Ier, vicomte du Besso,
Guillaume, auteur de la branche de Lavardin,
- Jean Ier de Beaumanoir du Besso, vicomte du Besso,
marié à Jeanne Bouttier, dont :
Jean II, vicomte du Besso,
Charles, mort sans alliance,
- Jean II de Beaumanoir du Besso,  vicomte du Besso,
marié à Anne du Boishamon, dont :
Jean III,  vicomte du Besso,
- Jean III de Beaumanoir du Besso, vicomte du Besso,
marié à Jeanne de Berue, dame de Cesson et de La Barre, dont :
Briand, chambellan du roi Louis XI,
Bertrand, seigneur de Cesson, mort sans alliance,
- Briand de Beaumanoir, vicomte du Besso, chambellan du roi Louis XI, capitaine de Melun,
marié à Marguerite du Creux, dont
Charles, vicomte du Besso,
François, mort sans alliance,
Marguerite,
mariée à Hervé de Malestroit († après 1526), seigneur de Mésanger, d'Uzel et de La Soraye,
Gilles, chambellan du duc François II, il est fait chevalier par Charles VIII à la bataille de Fornoue et devint son chambellan,
enfant :
François, chambellan du roi Louis XII, il est créé chevalier en 1509 à Agnadel,
- Charles de Beaumanoir du Besso, chevalier, vicomte du Besso, seigneur de Maumusson, de La Motte-du-Parc et de Trebrit,
marié à Isabeau Busson, dame héritière du Val, de Chevaigné, de Villaine et de La Motte-de-Gennes, dont :
Jacques, vicomte du Besso,
René,
Gilles († Assassiné en 1572, victime du Massacre de la Saint-Barthélemy), protonotaire apostolique, il quitta la carrière ecclésiastique et se fit protestant, il devint un des chefs du parti calviniste,
marié à Suzanne de Poix (1528 † 1569 et 1577),
Samuel († après 1577), chevalier, seigneur de Gazon
enfant :
une fille unique,
- Jacques de Beaumanoir du Besso († 1569), vicomte du Besso, seigneur de Jugon, de Sevignac et de La Motte-du-Parc échanson ordinaire des rois François Ier et Henri II, gentilhomme ordinaire de la chambre du Dauphin
marié en 1538 avec Adelice de La Feillée († avant le 28 mai 1561), dame héritière de Coëtmenec'h, de Losterhoët, de Trégalet et de Pihiriac, dont :
Marguerite, dame de La Mézière et de Medréac, dame héritière de Coëtmenec'h, dame de Moréac, de Losterhoët, de Trégalet et de Pihiriac,
mariée le 28 mai 1561 à Tanguy († 17 juin 1574), seigneur de Rosmadec et de Tyvarlen, baron de Molac, seigneur de La Chapelle, de Pont-Croix, de Sérent et de Quintin-à-Malestroit, vicomte de Bignan, sénéchal héréditaire de Rohan, seigneur de Coëtniel, seigneur de Gourin, chevalier de l'Ordre de Saint-Michel, Capitaine de 50 hommes d'armes de ses Ordonnances, Lieutenant pour le roi en Bretagne,
marié à Jeanne du Quélennec, héritière de Pont-l'Abbé, de Rostrenen, du Faou, dont :
Toussaint de Beaumanoir du Besso, vicomte du Besso, baron du Pont, et de Rostrenen,
Jacquemine,
mariée avant 1580 à Thomas Ier de Guémadeuc (19 août 1556 - Québriac † 15 juillet 1592 - Rennes), seigneur de Guémadeuc, vicomte de Rezé, seigneur de Québriac, de Blossac et de Finiac, grand écuyer héréditaire de Bretagne,
- Toussaint de Beaumanoir du Besso (1554 - Jugon † 12 mars 1590), vicomte du Besso, baron du Pont, et de Rostrenen, chevalier de l'Ordre de Saint-Michel,
marié à Anne de Guémadeuc (née en 1563), dont :
Hélène,
- Hélène de Beaumanoir du Besso, vicomtesse du Bess], baronne du Pont, et de Rostrenen,
mariée le 16 janvier 1599 à René III de Tournemine († février 1607), baron de La Hunaudaye, Lieutenant général en Bretagne, il sera blessé en 1606 lors d'un duel avec son cousin Toussaint de Guémadeuc qui y laissa la vie, sans postérité,
mariée le 12 août 1609 à Charles de Cossé-Brissac, marquis d'Acigné, sans postérité,

### Branche deLavardin (Sarthe)
Dans la première moitié du XVe siècle, Jean de Beaumanoir, fils de Guillaume, seigneur de Landemont, cadet de l'ancienne maison de Lavardin-sur-Loir ayant épousé Marie Riboul, fille de Foulques, seigneur d'Assé-le-Riboul et baron de Lavardin, se fixa au château actuellement appelé Vieux-Lavardin (à Mézières-sous-Lavardin), dont sa femme hérita après la mort de son père et de ses deux frères. Ce ne fut qu'après le mariage de François de Beaumanoir, seigneur de Lavardin, arrière-petit-fils de Jean de Beaumanoir, avec Jeanne de Tucé, fille de Baudouin de Tucé, baron de La Milesse, en 1525, que la terre de Tucé passa dans la maison de Beaumanoir de Lavardin, et que ce dernier nom fut accolé à celui de Tucé. Par lettres patentes de décembre 1561, la châtellenie d’Assé fut réunie à la baronnie de Lavardin (le Vieux-Lavardin), en faveur de Jean de Beaumanoir, maréchal de France, et celle-ci érigée en marquisat en 1601. Sous le règne de Louis XIV, ce titre fut transféré sur la terre et manoir de Tucé, qui furent appelés dès lors Lavardin-Tucé, puis Lavardin seulement.
- Guillaume de Beaumanoir-Lavardin, auteur de la branche de Lavardin,
marié à Jeanne, dame héritière de Landemont, dont :
Jean Ier, seigneur de Landemont,
- Jean Ier de Beaumanoir-Lavardin, seigneur de Landemont, de Boisbelle, issu d'une famille noble de Bretagne (à ne pas confondre mais pourtant de la même famille qu'un autre Jean de Beaumanoir, compagnon de Du Guesclin qui rendit célèbre cette famille pour avoir été le provocateur et l'un des champions du combat de trente Bretons contre trente Anglais). Jean Ier de Beaumanoir épousa Marie, fille de Foulques Riboul seigneur d'Assé-le-Riboul, de Fay et de Lavardin et de Jeanne de Montejean. Foulques Riboul eut deux fils, Jean et Dreux, et une fille, Marie. Foulques mourut en 1412. Son fils Jean lui succéda. Faute d'héritier, il fut suivi par son frère Dreux. À la mort de ce dernier, ses créanciers firent saisir les seigneuries de Fay, Assé-le-Riboul et Lavardin, acquises par Jean Gaudin, seigneur de Martigné. Jean de Beaumanoir protesta et intenta en 1436 un procès à l'encontre de Jean Gaudin et au nom de sa femme Marie Riboul. Ce procès durait encore en 1484. Toujours est-il que son fils Guy de Beaumanoir fut reconnu baron de Lavardin et seigneur d'Assé-le-Riboul en 1467[5]. Jean de Beaumanoir fut chambellan de Charles VII, puis gouverneur de Melun et enfin, chargé en 1426 de la garde du château de Sablé par Arthur comte de Richemont, connétable de France. Jean, qui a laissé un testament daté de 1459, paraît être le premier de cette famille à s'être fixé dans le Maine où lui et ses descendants acquirent une solide réputation. En effet, avec un grand nombre d'autres chevaliers (Étienne de Vignolles, Baudouin de Tucé, Jacques de Maridort seigneur de Vaux, Hervé de Maulny seigneur de Saint-Aignan, le seigneur de Montfaucon, Jean V de Bueil, Louis d'Amboise vicomte de Thouars...), il surprit la ville du Mans occupée par les Anglais commandés par Suffolk en 1427. Il participa au siège et à la prise du Lude sur les Anglais en 1427. Il participe à la rançon pour libérer André de Lohéac à la suite du Siège de Laval (1428).
marié à Marie Le Riboul, dame héritière d'Assé et de Lavardin, dont :
Guy, seigneur de Lavardin,
- Guy de Beaumanoir-Lavardin († avant le 18 août 1476), seigneur de Lavardin, d'Assé et de Landemont,
marié le 19 août 1451 à Jeanne d'Estouteville-Villebon († 18 septembre 1476), dont :
François, seigneur de Lavardin,
Françoise,
mariée à Pierre de Mauny
Anne,
mariée à Bonaventure de Marceuil, seigneur de Mareuil,
Marie-François, baron de Courville,
Jean († 1509)
marié à Hélène de Villeblanche de Broons,
- François de Beaumanoir-Lavardin, baron de Lavardin, d'Assé et de Landemont,
marié à Jeanne de Tucé, dame de La Guierche, fille de Baudouin de Tucé, baron de la Milesse et veuve de Claude d'Aumont. Par ce mariage, la seigneurie de Tucé passe dans la maison des seigneurs de Lavardin du nom de Beaumanoir. Ces derniers y fixeront leur principale habitation et lui donnèrent ainsi qu'à la paroisse le nom de Lavardin qui remplaça donc celui de Tucé et le joignirent à leur nom de Beaumanoir. Dont
Charles,
- Charles de Beaumanoir-Lavardin († Assassiné en 1572, victime des massacres de la Saint-Barthélémy), baron de Lavardin, d'Assé et de Landemont, capitaine de 50 hommes d'armes, chevalier de l'Ordre de Saint-Michel sous Charles IX, gouverneur du roi de Navarre, zélé capitaine huguenot, il commanda la gauche de l'armée de Condé à la Bataille de Saint-Denis en 1567. Charles de Beaumanoir-Lavardin appuya de tout son pouvoir le parti de la Réforme, notamment lorsque les religionnaires s'emparèrent de l'autorité dans la ville du Mans le 1er avril 1562. Il fut l'une des victimes de la Saint-Barthélemy en 1572. On raconte à son sujet qu'un des égorgeurs nommé Pierre Loup, procureur du parlement, entre les mains duquel il tomba et qui cherchait apparemment à le sauver, répondit à ceux qui le pressaient de le tuer : « Je n'y suis pas disposé en ce moment, il faut attendre que je me mette en colère ». Il lui prolongea ainsi la vie de quelques heures. Mais de nouveaux hommes envoyés par Charles IX lui-même l'arrachèrent des mains de ce procureur. Ils le traînèrent vers le Louvre, il fut assassiné en chemin et jeté dans la Seine.
marié 1° à Marguerite de Chourses de Malicorne, et 2° à Catherine du Bellay, dont (du 1°) :
Jean II, maréchal de France,
- Jean II de Beaumanoir-Lavardin (1551 † 13 novembre 1614 - Paris), marquis de Lavardin (1601), comte de Négrepelisse, baron de Lucé, seigneur de Malicorne, blessé au Siège de Saint-Lô en 1574, gentilhomme de la chambre du roi, commandant de la cavalerie à la Bataille de Coutras, conseiller au Conseil d'État, chevalier de l'Ordre de Saint-Michel en 1588, maréchal de France en 1595, gouverneur du Maine (1595), chevalier de l'Ordre du Saint-Esprit, ambassadeur en Angleterre en 1612. Élevé près du roi de Navarre, il porta les armes dès l'âge de dix-huit ans et se trouva en 1569 au siège de Poitiers dans les rangs des protestants dont il abjura la croyance après la mort de son père, sans toutefois, abandonner leurs drapeaux, puisqu'en 1580 étant colonel de l'infanterie française, il emporta avec eux Villefranche en Périgord et Cahors. Cependant, étant devenu suspect à ce parti, il se retira auprès des seigneurs de Malicorne, son oncle maternel. En 1586, pendant l'absence du duc de Joyeuse, Henri III lui confia le commandement de l'armée. L'année suivante, il combattit à la bataille de Coutras. En 1574, il avait aussi assisté au siège de Domfront en Passais à la suite duquel, l'infortuné Montgomery qui avait eu le malheur de tuer Henri II dans un tournoi, fut fait prisonnier et conduit à Paris où il eut la tête tranchée un mois après. Jean III de Beaumanoir accompagna Henri, roi de Navarre, lorsque celui-ci s'évada de la cour au mois de février 1573 et s'en fut rejoindre les princes de sa famille à Alençon. Il suivit le même prince au Mans. Il fut chargé de la défense de Saint-Denis en 1591 en même temps que l'un de ses compatriotes, le comte de Belin qui commandait dans Paris pour le parti opposé. Enfin, il se trouvait dans la voiture de Henri IV lorsque celui-ci fut assassiné par Ravaillac le 14 mai 1610. Pour le récompenser de ses services, Henri IV lui avait donné le gouvernement du Maine, des comtés de Laval et du Perche, le collier de ses ordres et le grade de maréchal de France. Il érigea en sa faveur la terre de Lavardin en marquisat et lui confia le commandement de son armée en Bourgogne en 1602. Comme gouverneur du Maine, le maréchal de Lavardin joua un grand rôle dans cette province. Sa fortune ne fut pas moins brillante sous Louis XIII au sacre duquel il remplit les fonctions de Grand maître et par qui il fut envoyé en Angleterre en 1612 comme Ambassadeur extraordinaire. Ce fut au retour de cette mission qu'il mourut à Paris au mois de novembre 1614. Son corps fut ramené au Mans et déposé par l'évêque Charles de Beaumanoir, son fils, dans un caveau sépulcral placé devant l'autel Saint-Jean de la Cathédrale. En 1715, le maréchal de Tessé, héritier de cette famille, fit graver sur une grande table de marbre incrusté dans le mur l'épitaphe généalogique de ceux des seigneurs qui y ont été inhumés.
marié à Catherine de Carmain, comtesse de Nègrepelisse, baronne de Launac, dont :
Henry Ier, marquis de Lavardin,
Jean, mort jeune,
Charles († 21 novembre 1637), évêque du Mans, naquit au château de Lavardin-Tucé en 1586. Il embrassa l'état ecclésiastique auquel il fut destiné très jeune. Pourvu dès l'âge de huit ans de l'abbaye de Beaulieu, il fut nommé à quinze ans à l'évêché du Mans dont il ne prit possession qu'au mois de novembre 1610. Ces faveurs furent la récompense des services que son père avait rendus à Henri IV dont il avait constamment suivi le parti. À son arrivée au Mans, Charles supprime l'entrée pompeuse que l'on avait faite jusqu'alors à ses prédécesseurs. Sous son épiscopat, vingt-quatre maisons religieuses furent établies dans le diocèse (y compris les Oratoriens qu'il appela au collège séminaire du Mans : actuel Lycée Montesquieu). Député aux états généraux de 1614 et à l'assemblée générale du clergé en 1625, il eut une vie très riche, secondant par exemple, le cardinal de Lyon, frère du cardinal de Richelieu. Il mourut de la gravelle dans le château d'Yvré le 17 novembre 1637, âgé de cinquante-deux ans. Les historiens s'accordent à louer le mérite et l'esprit conciliant de l'évêque Charles de Beaumanoir.
Claude Ier, auteur du rameau des comtes de Saint-Jean,
Jean-Baptiste-Louis, baron de Lavardin, comte d'Antoigné, grand sénéchal du Maine, chevalier de l'Ordre de Saint-Michel,
marié à Catherine de La Chevière, dont :
un fils, comte d'Antoigné,
une fille,
Catherine,
mariée à René du Plessis, marquis de Jaryé,
- Henry Ier de Beaumanoir-Lavardin († mai 1633), marquis de Lavardin, gouverneur du Maine,
marié le 7 avril 1614 à Marguerite de La Baume, dont :
Henry II, marquis de Lavardin,
Philibert-Emmanuel († 27 juillet 1671), évêque du Mans, Commandeur de l' Ordre du Saint-Esprit,
Madeleine, dite de Maugé († 1682),
mariée à René II, comte de Tessé, dont :
René III de Froulay (14 mai 1648 - Le Mans † 30 mars 1725 - Yerres), comte de Tessé, lieutenant-général du Maine, du Perche et de Laval, maréchal de France, général des galères de France, grand d'Espagne, chevalier de l'l'ordre de la Toison d'or ; Succession du marquisat de Lavardin après 1703,
- Henry II de Beaumanoir-Lavardin (1618 † 4 juillet 1644 - Siège de Gravelines), marquis de Lavardin, maréchal des camps et armées du roi. Il fut conseiller du Roi, maréchal de camp. Il reçut un coup de mousquet au siège de Gravelines dans la nuit du 28 au 29 juin 1644. Il mourut cinq jours après, à l'âge de vingt-six ans. Son corps reposa pendant vingt-sept ans dans la chapelle du château de Malicorne, puis il fut porté à la cathédrale du Mans dans le tombeau de famille. Marguerite Renée de Rostaing, sa seconde épouse, fit don au chapitre de deux fermes pour la fondation d'un service annuel et d'une messe quotidienne à perpétuité.
marié à Catherine de Vassé,
marié à Marguerite Renée de Rostaing, dont :
Henry Charles († 23 août 1701), marquis de Lavardin,
- Henry Charles de Beaumanoir-Lavardin († 23 août 1701), marquis de Lavardin, lieutenant-général du roi en Bretagne en 1678, ambassadeur de France à Rome, commissaire du Roi aux États généraux. Le marquis de Lavardin fut envoyé en ambassade à Rome en 1687 à la place du duc d'Estrées, de la mort duquel le pape Innocent XI voulut profiter pour abolir les franchises (exemption d'impôts…) dont jouissaient dans la capitale du monde chrétien, les ambassadeurs. Louis XIV qui avait à se plaindre du pape voulut maintenir ses droits et chargea le marquis de Lavardin de les soutenir. Cette affaire dura bien longtemps et fut conclue sous le pape Alexandre VIII en 1690, où les protagonistes furent quasiment mis dos à dos. Le marquis de Lavardin mourut à Paris le 23 août 1701 et fut inhumé dans le caveau de famille dans la cathédrale Saint-Julien. 
marié 1° le 3 février 1667 à Paris avec Françoise Paule Charlotte d'Albert de Luynes dont :
Marie-Charlotte,
mariée au marquis de La Chastre, Louis-Charles-Edme, comte de Nançay
marié 2° le 10 janvier 1680 à Louise Anne de Noailles (née en 1662), fille du duc Anne de Noailles et de Louise Boyer (1632 † 1697), dont :

Emmanuel-Henry, (1684 † 1703 - Bataille de Spire) marquis de Lavardin, marié le 20 février 1703 à Versailles avec Marie-Françoise de Noailles (1687-1761), fille d'Anne-Jules de Noailles, et de Marie-Françoise de Bournonville. Il n'a pas de descendance.

Marie Anne,
mariée le 21 juillet 1704 à Louis Auguste d'Albert d'Ailly (1676 † 1744), 4e duc de Chaulnes,
Marie Louise Henriette (1690 † 1755), baronne de Brou,
mariée le 9 février 1708 à Jacques-Louis de Beringhen, marquis de Châteauneuf,

Le marquisat de Lavardin et le titre de ce marquisat passèrent dans la maison de Froullay par suite du mariage de René II de Froullay, comte de Tessé et baron d'Ambrières et de Vernie, avec Magdeleine, fille d'Henri Ier de Beaumanoir et de Marguerite de la Baume Suze.

#### Rameau de Saint-Jean
- Claude Ier de Beaumanoir-Saint-Jean († 6 février 1654), vicomte de Lavardin, vicomte de Saint-Jean, baron de Varennes, au Conseil d'État, maître de camp d'un régiment de cavalerie en 1615, maréchal des camps et armées du roi, chevalier de l'Ordre de Saint-Michel, auteur du rameau des comtes de Saint-Jean,
marié à Renée de La Chapelle-Troussière, dont :
Claude II, vicomte de Saint-Jean,
Jean-Baptiste († 23 mai 1711 - Rennes), doyen de l'église du Mans, évêque de Rennes, abbé de Beaulieu (Mégrit),
Julienne,
mariée à Jean de La Chapelle († après 1644), marquis de Birague, seigneur de Quintin-à-Malestroit,
Louis, Baron de La Troussière, († 1654)
marié en 1644 à Jeanne Garnier, fille de Jean Garnier, Seigneur du Pin, et de Louise Jamin. il eut trois enfants :
Louise (1652 † 1715),
mariée (le 18 mai 1681 en la paroisse de Saint-Tugal de Laval) à Jacques de Baglion de la Dufferie, chevalier, seigneur de Martigné et autres lieux, (5 août 1650 † 23 novembre 1696)
Marguerite,
mariée à Alexandre Martinetz, seigneur de Fromentière
Une fille, religieuse à Saumur
marié en 1644 à Esther de Dommaigné de La Rochehüe, dont :
Une fille († jeune)
- Claude II de Beaumanoir-Saint-Jean, dit le Comte de Lavardin († 10 mai 1676 - Le Mans), chevalier, vicomte de Lavardin, vicomte de Saint-Jean, maréchal des camps et armées du Roi, lieutenant général des pays du Maine, de Laval, du Perche,
marié le 27 septembre 1643 à Marie de Neuchesse, dame de Baudiment, dont :
Marie Claude,
mariée à Pierre Emmanuel de Thibault, marquis de la Roche-Thulon, colonel d'un Régiment de Dragons,

## Titres
- Seigneurs de Beaumanoir, de Merdrignac et de La Hardouinaye,
- seigneurs du Bois-de-la-Motte,
- Vicomtes du Besso,
- Barons du Pont-l'Abbé,
- Barons de Rostrenen,
- Baron de la Troussière

## Blason
| Image | Armes de la Famille de Beaumanoir |
| ----- | --- |
|       | Branche aînée et branche de Lavardin D'azur, à onze billettes d'argent, 4, 3, 4.                                                         |
|       | Branche du Bois-de-la-Motte D'azur, à onze billettes d'argent, 4, 3, 4 ; à la bordure de gueules                                         |
|       | Branche du Besso Écartelé: aux 1 et 4, d'azur, à onze billettes d'argent, 4, 3 et 4 ; aux 2 et 3, d'or à trois chevrons de sable (Besso) |

## Devise
J'ayme qui m'ayme.

### Cri
Bois ton sang Beaumanoir !.

## Membres illustres de la famille
- Jehan IV de Beaumanoir, chevalier au Combat des Trente,
- Jean de Beaumanoir (1551-1614), marquis de Lavardin, Maréchal de France,

## Chateaux, seigneuries, terres

### Chateaux

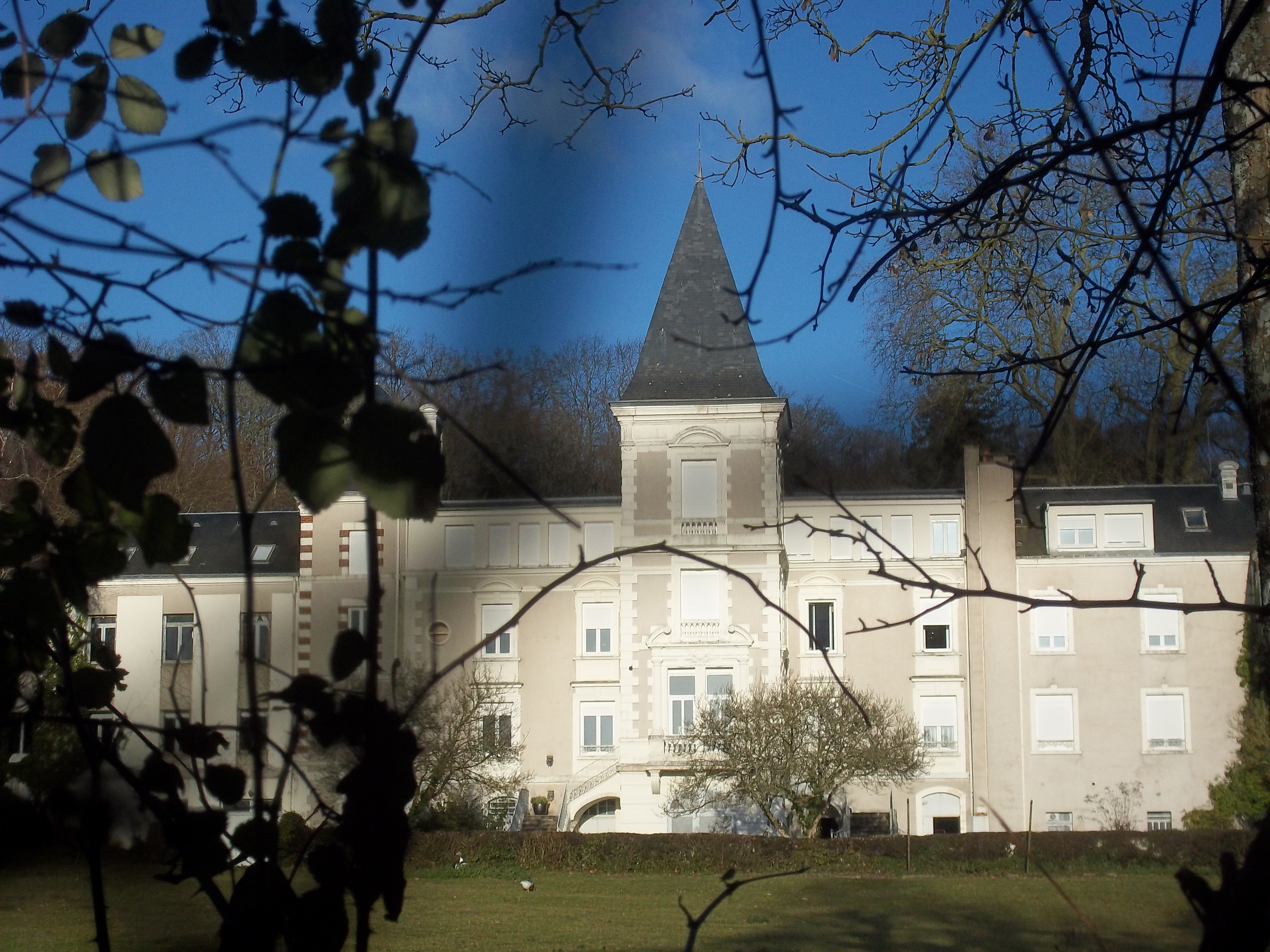
Le Chateau - commune de Lavardin - Sarthe

- Château de Beaumanoir (1212), à Evran,
- Château du Besso, à Saint-André-des-Eaux (Côtes-d'Armor),
- Château de Lavardin (ancien château de Tucé), à Lavardin (Sarthe).

### Terres

#### Branche aînée
Les membres de cette branche furent teneur des fiefs :
- de Beaumanoir, en qualité de baron,
- de Merdrignac, de La Hardouinaye, de Moncontour, de La Motte, du Bois-de-La-Motte, du Boisbilly de L'Angevinaye, de Pontcallec, du Guildo, de Plancoët en qualité de seigneur,

#### Branche cadette du Bois-de-La-Motte
Les membres de cette branche furent teneur des fiefs :
- du Bois-de-La-Motte, en qualité de seigneur, puis de banneret[6] en Banneret en 1433 par érection de Jean V, pour Jean de Beaumanoir, chambellan du duc,
- de Kergorlay, de Tréméreuc en qualité de seigneur,

#### Branche cadettedu Besso
Les membres de cette branche furent teneur des fiefs :
- du Besso, de Coëtménc'h, du Faou, en qualité de vicomte,
- du Quélennec, en qualité de seigneur,
- du Pont-L'Abbé, de Rostrenen, en qualité de baron,

#### Branche cadette de Lavardin
Les membres de cette branche furent teneur des fiefs :
- Lavardin, en qualité de marquis,
- Saint-Jean, (Maine), en qualité de vicomte,
- La Troussière, (Maine), en qualité de baron,
- Malicorne, Landemont, Nègrepelisse, Beaufort, en qualité de seigneur,